# Pe-3 (航空機)
Pe-3
- 用途：重戦闘機/夜間戦闘機
- 設計者：ペトリャコフ
- 製造者：ヴラジーミル・ペトリャコフ
- 運用者： ソビエト連邦（ソ連空軍、ソ連海軍）、フィンランド空軍
- 初飛行：1941年8月7日
- 生産数：360機
- 生産開始：1941年
- 運用開始：1941年
- 退役：1945年
- 運用状況：退役

ペトリャコフ Pe-3は、第二次世界大戦中にソビエト連邦で使用された傑作機であるペトリャコフ Pe-2高速爆撃機の長距離戦闘機兼夜間戦闘機型である。
Pe-3の設計と用途はドイツ空軍のユンカース Ju88やイギリス空軍のデ・ハビランド モスキートと同様の過程を辿った。ソビエトはバルバロッサ作戦でモスクワが夜間爆撃を受けたことから夜間戦闘機の必要性を認識した。そして、入手可能な航空機のなかで夜間戦闘機への改造に最適なものとしてPe-2が選ばれた。
当初、Pe-3はモスクワの戦いにおいて昼間の地上攻撃任務に使用されたが、装甲化されていなかったために多くの犠牲を出した。装甲と武装が追加されたが、1941年10月にPe-3を生産していた唯一の工場が疎開したことでPe-3の調達数は限定され、Pe-3を使用するソ連空軍の多くの部隊は解散または他の航空機への転換を余儀なくされた。Pe-3は数回に渡って生産の中止と再開が繰り返されながらも第二次世界大戦を通じて使用され続け、後期生産型のほとんどは偵察部隊に配備された。

## 開発
1941年6月のドイツによるモスクワ夜間爆撃を受け、重武装と長い滞空時間を持つ夜間戦闘機を目標とした泥縄式の開発計画が始まった。当時生産されていた航空機のうち、唯一極めて短期間の改造期限に間に合わせられる可能性があり、また最も高速な双発機でもあったことから、国防人民委員部(ロシア語: Narodnyy Komissariaht Oborony—NKO)は改造母体としてPe-2を選んだ。命令はPe-2の燃料と武装、無線装置をたった4日で改造することを求めるものだったが、期限には間に合って8月7日には試作機の初飛行に成功し、後日行われた生産試験にも合格した。
試作機には合計で700リットルの容量を持つ3つの追加燃料タンクが搭載され、そのうち1つは爆弾倉に、2つは胴体内部の機銃手の位置に収められた。追加武装として、機首には弾数150発の12.7 mm UBK機関銃が、尾部には弾数250発の7.62 mm ShKAS機関銃が搭載された。胴体の爆弾架を2つ撤去したことで爆弾の最大搭載量は700 kgまで低下し、胴体の爆弾架に250 kg爆弾を各1発とエンジンナセルに100 kg爆弾を各1発搭載できた。電気式の爆弾投下装置は撤去され、もともとは緊急用だった機械式の投下装置を使用しなければならなかった。翼下のダイブブレーキも撤去された。BSBbis無線機は単座戦闘機で広く使用されていたRSI-4型に交換され、無線方位測定器も重量削減のために撤去された。試作機の空虚重量は5,890 kg、通常離陸重量は7,800 kgであり、当時生産されていたPe-2よりわずかに重かった。テスト中には高度5,000 mで最大速度530 km/h、実用上限高度9,000 m、最大航続距離2,150 kmの性能を示した。この性能は十分なものと判断され、8月14日にはモスクワの第39工場に5機の量産試作機を製造して8月25日までに引き渡すよう命令が下された。この過程では多くの新規部品について図面が用意されていなかったため手直しをしながら装着しなければならず、生産が遅れるという困難に見舞われた。
8月29日から9月7日にかけ、量産試作機に対して確認範囲をいくらか増やした試験が空軍科学試験機構(ロシア語: Nauchno-Issledovatel'skiy Institoot Voyenno-Vozdushnykh Seel—NII VVS)により行われた。NII VVSは先の性能値を確認したが、試験ではそれ以外の問題も判明した。下側のUBK機銃を撃つと機首下面のプレキシグラス窓にひびが入る問題は、当初はいくつかの窓をジュラルミン板に交換することで解決したが、これは強度が十分でないことが判明し、後に鋼板に交換された。また、大口径機関銃から排出された薬莢や弾帯が翼の外板を損傷し、また時折ラジエータの空気取り入れ口に入り込んで広範囲に損傷を与える可能性があることが明らかになった。排莢孔の形状変更では効果がなく、薬莢を機首に回収するように改めることになった。それ以外にも量産ラインを修正しなければならない複数の欠点が判明した。Pe-3の攻撃力は貧弱すぎたため、1門の20 mm ShVAK機関砲が追加された。背部の7.62 mm ShKAS機関銃の火力も不足していると判断され、量産ライン上で12.7 mm UBT機関銃に変更された。乗員を防護するために生産ライン上で前面に装甲が追加され、航法士を防護するために既存の装甲が後方に延長された。量産ラインではまたRSI-4無線機をより通信範囲が広い型に変更し、偵察任務のためのカメラも追加された。最初に生産された機体のほとんどはそれらの改修がなされずに部隊へ引き渡されたが、工場のチームにより後に現地で改修された。
最初のPe-3はモスクワ軍管区の第95高速爆撃機航空連隊に引き渡された。実戦部隊で使用された結果、また別の問題が判明した。夜間発砲時の発砲炎や、機首下面の窓を通じて入る探照灯の光で操縦士の目が眩み、夜間視力が奪われることが分かったのである。また、乗員から前面装甲が不足しておりドイツ爆撃機の防御砲火に弱いことに激しい不満が出た。消炎器を装着し、窓を覆うカーテンを追加したことで前者の問題は解決されたが、装甲の不足はすぐには改善できなかった。また多くのPe-3に4-6発のRS-82またはRS-132を搭載できるように発射機が装備された。それ以外の共通の改装点としては、尾部へのDAG-10航空榴弾の発射装置搭載が挙げられる。
ペトリャコフ設計局は9月中にそれらの問題に取り組み、Pe-3bisの試作機を9月から10月にかけて試験した。武装は各UBKの装弾数が250発になり、装弾数250発のShVAK 20 mm機関銃が機首に搭載され、背部の7.62 mm ShVAK機関銃は装弾数180発の12.7 mm UBT機関銃に変更された。前面装甲が取り付けられ、航法士席の装甲はより厚くなり全体の重量で136 kgになった。自動前縁スラットが追加され、窒素式燃料タンク加圧装置はエンジン排気を利用した不活性ガスを使用するものに交換された。クラッシュパイロンは前方に48 cm移動され、操縦席のキャノピーは短縮された。
これらの変更の多くはPe-3bisの生産が再開される1942年4月以前に行われた。また戦闘で使用されたことでさらに数点の問題が明らかになった。Pe-3bisの2機目の試作機ではそれらの問題に対処し、1942年5月に受領試験が行われた。機首武装の再装填には最大45分の時間がかかることが判明し、また夜間に左側のUBKを発射すると操縦士の視界を奪う問題は続いた。これらの問題により両側のUBKは内翼に移され、前方をヒンジ固定にして整備時にはそれを下におろすことで機銃と弾薬にアクセスしやすくなった。右翼のUBKの装弾数は230発で、左翼のUBKの装弾数は265発だった。この変更により第7燃料タンクの容量は100リットルに減少したが、機銃の発射に伴う熱から燃料タンクを保護するために石綿製の隔壁が加えられた。この変更により機首のShVAK機関砲の薬莢が回収できなくなったため、機体表面と胴体下面が破損しやすくなった。損傷を最小化するため、鋼板による補強が行われた。背部のUBT機関銃の射界は素晴らしいものだったが、空気力学的バランスを欠いていたため銃手兼航法士はそのすべてを使うことができなかった。空気の流れにより発生する圧力のため、機体中心軸から左右に40-50°以上動せず、2枚の板からなる補償装置もほとんど効果がないことが分かった。銃手席の空間を広げるためにクラッシュパイロンは取り除かれた。UBTの弾薬箱は小さすぎて装弾数が30発しかない上に再装填に1分以上かかったため、弾薬箱は廃止されて装弾数200発のベルト式給弾装置に変更された。これは電動式で給弾時の問題を防いだ。防氷装置がプロペラと操縦席の風防に追加された。機首下面の窓は完全に塞がれ、乗員保護用の装甲は合計で148 kgに増加した。これらの変更により機体重心が前方に移動したため、地上で機体が転倒しないよう主脚のストラットが伸ばされ主輪も60mm前方に移動された。

### 生産
第39工場では1941年8月に試作機を含む16機、9月に98機、10月に82機のPe-3が製造されたが、10月後半に工場はイルクーツクへ疎開した。1942年4月に生産は再開され、同年中に合計132機が製造された。疎開前に完成していなかった11機を除き、この年に製造された機体はすべてPe-3bisだった。1943年には生産が中止されてIl-4爆撃機に切り替わったが、それまでに13機が製造された。1944年の初頭に最後の19機が第22工場で製造されたが、これらの機体は以前のものに比べて軽武装で、内翼にShVAK機関砲を1門と機首にUBKを1丁搭載していただけであり、エンジンナセルの爆弾槽と尾部のShKAS機関銃は完全に取り除かれていた。DAG-10榴弾の発射機が胴体後部に設置され、それぞれ10発を搭載することができた。

## 運用
最初のPe-3は1941年8月に第95高速爆撃機航空連隊に引き渡され、9月中の再訓練の後に、初期には対地攻撃と護衛任務にあたった。9月25日には第95戦闘機航空連隊に改称され、モスクワの防衛にあたる防空軍第6戦闘機航空軍団に配属された。数日後、イギリスの軍事派遣委員を乗せてヴォログダからモスクワに飛行する数機のC-47を6機のPe-3が護衛し、数機のドイツ機による攻撃から輸送機を守ることに成功した。タイフーン作戦中には、Pe-3はモスクワに迫るドイツ軍歩兵の隊列に機銃掃射を加えた。10月24日には第95戦闘機航空連隊と第208戦闘機航空連隊の合計27機のPe-3がカリーニンのドイツ軍飛行場を攻撃し、ドイツ軍航空機30機の破壊を記録した。ソ連側の損害は5機で、その中には第208連隊長のS.キビリヌム少佐も含まれていた。第9、第40、第54、第511爆撃機航空連隊もまた9月中にPe-3を受領し、同様の任務にあたった。Pe-3が最初に戦闘に参加してからの3か月でおよそ50機が失われ、これはそれまでの生産数の約25%に相当した。損失率が非常に高かったため、多くの部隊が損失を減らすためにより危険の小さな偵察任務にあたり始めた。Pe-3は10月に第1、第2、第3偵察機航空連隊にも配備された。
10月の工場疎開に伴う生産中止により、利用可能なPe-3の数では多くの部隊を維持できなくなったため、多くの部隊が他の航空機や任務に転換された。第40高速爆撃機航空連隊は12月15日に第40独立長距離偵察機航空連隊と改称され、1942年5月に5機、1943年1月に11機のPe-3を受領した。
第9爆撃機航空連隊は1941年11月に総司令部航空部隊に配属され、戦闘機と攻撃機を攻撃目標まで先導する追加任務を与えられたが、これは彼らだけでは目標に向かうことができないためだった。連隊が他の任務に転換されるまでに、2,000機以上がこの方法で目標に先導された。第54爆撃機航空連隊は1942年5月20日かそれ以降に解隊されたと思われる。第208短距離爆撃機航空連隊は10機を失った後、1942年5月中盤に残存機と乗組員を第95戦闘機航空連隊に移譲し、Il-2を装備して再編成された。第511爆撃機航空連隊は1942年2月5日にトゥーラに基地を置いていたが、ドイツ軍の空襲により所有機8機のうち3機を失った。同隊は1942年5月末に航空機の不足を理由に解隊された。第95戦闘機航空連隊は1942年3月に北洋艦隊航空隊に配置転換され、艦隊の支援として輸送船の護衛や対地攻撃、偵察任務に就いた。同隊はPe-3を1942年の終わりまで使用し、それと同時期にいくつかの乗組員が新たな機体を入手してスターリングラードの戦いに参加した。 しかし1942年に製造されたPe-3のほとんどは第2、第4、第40独立長距離偵察機航空連隊に与えられた。
1機のPe-3がフィンランドに鹵獲された。これは1942年11月28日にイナリ湖の湿地帯に不時着したものだった。この機体は損傷が比較的小さく、修復された後 'PE-301' として運用された。 'PE-301' は1944年に写真偵察機に改造されてPLeLv 48に配属されたが、1944年7月2日のソ連爆撃機によるラッペーンランタの飛行場爆撃で破壊された。それまでに'PE-301' はフィンランドにより222時間以上飛行していた。
1942年7月にPe-3にGneiss-2航空機搭載レーダーが搭載されて試験され、1942年末に戦闘試験としてモスクワとスターリングラードの両方に送られた。1943年の2月から5月にかけてレニングラードの防空軍第2親衛戦闘機軍団によりもう1度試験が行われ、翌月に運用が許可された。搭載された機体は非常に少なく、Gneiss-2を搭載されたのは15機のみと考えられている。

## 派生機
Pe-3
最初の生産型。207機が製造された。
Pe-3bis
1942に生産開始された改良型。152機が製造された。
Pe-3M
1944年に生産された機体の名称とされることもある。

## 運用者
フィンランド
- フィンランド空軍は1機を鹵獲して運用した。

 ソビエト連邦
- ソ連空軍
- ソ連防空軍
- ソ連海軍
- 使用した連隊:
  - 第95戦闘機航空連隊
  - 第208戦闘機航空連隊
  - 第9爆撃機航空連隊
  - 第40高速爆撃機航空連隊、後の第40独立長距離偵察機連隊
  - 第54爆撃機航空連隊
  - 第95高速爆撃機連隊、後の第95戦闘機航空連隊
  - 第208短距離爆撃機連隊、後の第208襲撃機航空連隊
  - 第511爆撃機航空連隊
  - 第1独立偵察機連隊
  - 第2独立長距離偵察機連隊
  - 第3独立偵察機連隊
  - 第4独立長距離偵察機連隊
  - 第40独立長距離偵察機連隊
    - 注意：連隊はしばしば軍種が変更される

## 要目 (Pe-3bis)
出典: Gordon, Soviet Airpower in World War 2'
諸元
- 乗員: 2名
- 全長: 12.66 m
- 全高:
- 翼幅: 17.13 m
- 翼面積: 40.5 m2
- 空虚重量: 5,858 kg
- 運用時重量: 8000 kg
- 動力: クリモフ M-105RA 液冷V12エンジン、820 kW （1,100 hp）   × 2

性能
- 最大速度: 530 km/h (高度5,050 m)
- 航続距離: 1,500 km
- 実用上昇限度: 9,100 m
- 上昇率: 5,000 mまで6.65分

武装
- 20 mm ShVAK機関砲1門（装弾数250発、機首）、12.7 mm UBK機関銃2丁（装弾数500発、胴体）、12.7 mm UBT機関銃1丁（装弾数300発、背部銃塔）、7.62 mm ShKAS機関銃1丁（装弾数250発、尾部、後に撤去）
- 爆弾: 700kgまでの爆弾

## 同時代の航空機
- デ・ハビランド モスキート
- Ju 88
- Tu-2